# Fadéla Chaïm-Allami
 (mars 2024).
Si vous disposez d'ouvrages ou d'articles de référence ou si vous connaissez des sites web de qualité traitant du thème abordé ici, merci de compléter l'article en donnant les références utiles à sa vérifiabilité et en les liant à la section « Notes et références ».
Fadéla Chaïm-Allami est une ancienne journaliste, poétesse et romancière franco-algérienne.

## Biographie
Fadéla Chaïm-Allami est née à Alger. Elle est diplômée de l'Ecole Nationale Supérieure de Journalisme d'Alger (en binôme alors avec l'IEP et sous l'égide du Ministère de l'Information) qui est, aujourd'hui, Ecole nationale supérieure de journalisme et des sciences de l'information de Ben Aknoun (commune d'Alger).
A la fin de ses études universitaires, elle intègre Algérie Presse Service, agence nationale d'information, où elle y travaillera d'abord au desk international, ensuite au desk national pour faire des reportages et des enquêtes en qualité de commentatrice spécialisée.
En ce qui concerne son parcours littéraire : à l’âge de 13 ans, elle fit un premier récital dans un grand lycée, là où le poète Jean Sénac enseignait. Il l’encouragera à continuer dans la voie de l’écriture. Devenue journaliste, elle fera plus tard d’autres récitals. Sa poésie est remarquée, notamment, par le cinéaste égyptien Youssef Chahine et l'écrivain algérien Kateb Yacine. Elle est invitée par ce dernier à rejoindre son groupe théâtral, ce qu’elle déclinera à contrecœur pour des raisons personnelles. Elle fera également partie pour quelques numéros et avant d'entrer à l'université, en tant que dialoguiste, de la première bande dessinée algérienne, « M’Quidech », publiée par la SNED, une société d'édition algérienne, sous la direction d'Abderrahmane Madoui, et pour laquelle elle adaptera deux histoires à partir de Kalila wa dimna, un recueil de fables dont l'origine est indienne avant d'être collectées pour une traduction en arabe, Elle quittera « M’Quidech » pour se consacrer à ses études.
Elle partage sa vie entre Paris et Alger depuis de nombreuses années.
En 2021, elle représente l'Algérie au 1ᵉʳ Salon du livre africain de Paris. Elle est invitée à plusieurs reprises à Culture Club, une émission de la Télévision algérienne, et en 2023, elle est l'invitée principale de l'émission A bon entendeur de la Radio algérienne Chaîne III 

## Œuvres
- 2009 : Sur ma terrasse algéroise. D'aimer, c'est un peu vivre (récit), éd. Lazhari Labter, Alger.2
- 2009 : Diwan du silence mugissant (recueil poétique), Publibook, Paris.
- 2012 : La Boqala désenchantée (roman), éd. Alfabarre, Paris.
- 2012 : La chambre de bonne (nouvelle), éd. Alfabarre, Paris.
- 2014 : 19 mars 1962 (collectif), éd. Alfabarre, Paris.
- 2016 : Ode aux errants. Dédicace au pays suivie de Fragmentaires ou la Muraille de Chine est si près (poèmes), éd. Les Xérographes, Paris.
- 2018 : "Des rêves échus et laissés au bord de la route" in Yakından Geçen Mülteci Öyküler (Des histoires de réfugiés tout près), collectif sous la direction de Handan Gökçek, aux éditions Yakın Kitabevi, Izmir, Turquie.
- 2020 : Les oueds ne vont pas tous à la mer (poèmes), éd. Unicité, France.
- 2022 : Les mouettes de Tamentfoust (roman), éd. Unicité, France.
- 2024 : Anthologie Más allá de Sherezade: poesía contemporánea de mujeres del Magreb,  sélection et traduction de Margarita Garcia Casado et Khédija Gadhoum, aux Valparaiso Ediciones, Grenade.
- 2025 : Les Fleurs pourpres de Gaza,(poésie), Editions Unicité, France.